# Посёлок Никольского завода
Посёлок Никольского завода (также Химзавод) — упразднённый в 1986 году посёлок Бурминского сельсовета Аскинского района Башкирской АССР.

## История
В 1952 году — п. Никольского завода, входил в Гординский сельсовет.
Исключен из учетных данных Указом Президиума ВС Башкирской АССР от 12.12.1986 N 6-2/396 «Об исключении из учетных данных некоторых населенных пунктов».

## Географическое положение
Располагался на левом берегу реки Тюй на границе с Пермской областью. Расстояние до:
- центра сельсовета (с. Новая Бурма): км.
- районного центра (Аскино): 20 км,
- ближайшей железнодорожной станции (Щучье Озеро): 30 км.